# Colin Beavan
Pour les articles homonymes, voir Beavan.
Colin Beavan (né en 1963) est un écrivain et blogueur américain connu pour avoir expérimenté avec sa famille un mode de vie sans impact écologique pendant une année à New York. Colin a été candidat infructueux du Parti Vert aux élections de 2012 pour le congrès américain,.

## No Impact Man

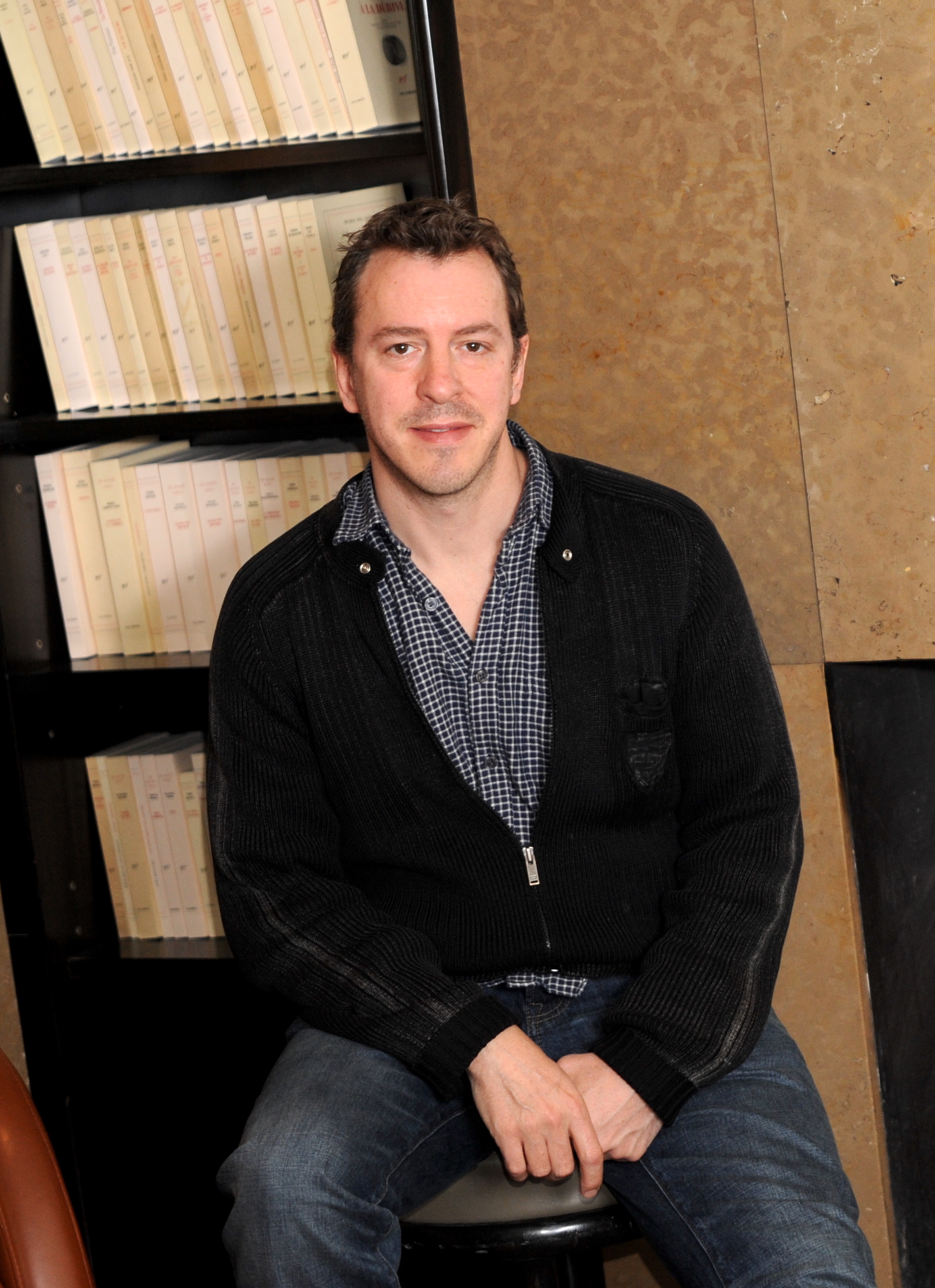
Colin Beavan, le 15 mars 2010 à Paris.

L'expérience No Impact Man avait comme règles de ne produire aucun déchet non compostable, de n'acheter que des denrées alimentaires produites dans un rayon de 400 km, de n'utiliser que des modes de transport ne consommant pas d'énergie fossile, et de n'utiliser aucun produit à base de papier y compris le papier hygiénique. Sa famille et lui sont le sujet du documentaire No Impact Man: The Documentary (en), de Laura Gabbert et Justin Schein. Colin Beavan a sorti un livre relatant son expérience en septembre 2009,,,.
Son expérience a inspiré en France la création du No Impact Week.

## Publications
- (fr) Colin Beavan, No impact man, 10/18 (ISBN 978-2-264-05241-4)
- (en) Colin Beavan, No Impact Man: The Adventures of a Guilty Liberal Who Attempts to Save the Planet and the Discoveries He Makes About Himself and Our Way of Life in the Process, Farrar, Straus and Giroux New York City, 2009 (ISBN 978-0374222888)
- (en) Colin Beavan, Operation Jedburgh: D-Day and America's First Shadow War, 2006 (ISBN 978-0670037629)
- (en) Colin Beavan, Fingerprints: The Origins of Crime Detection and the Murder Case that Launched Forensic Science, 2001 (ISBN 978-0786885282)